# Депортиво Перейра
«Депорти́во Пере́йра» (исп. Deportivo Pereira) — колумбийский футбольный клуб из города Перейра.

## История
Клуб основан 12 февраля 1944 года. В 1949 году команда дебютировала в Высшем дивизионе чемпионата Колумбии. Всего в высшем дивизионе «Депортиво Перейра» провёл более 70 сезонов, и является двенадцатой командой Колумбии по суммарному количеству очков, набраных в национальных чемпионатах за всю историю их проведения. Четырежды «Депортиво Перейра» занимал третье место в чемпионате Колумбии, что является высшим результатом для этой команды.
В 2021 году дошёл до финала Кубка Колумбии, где в двух матчах уступил «Атлетико Насьоналю».
В настоящий момент клуб выступает в высшем дивизионе Колумбии.

## Достижения
- Третий призёр чемпионата Колумбии (4): 1952, 1962, 1966, 1974
- Победитель Второго дивизиона (Категория Примера B) (2): 2000, 2019
- Финалист Кубка Колумбии (1): 2021

## Сезоны
- Примера (71): 1949—1953, 1956—1997, 2001—2011, 2020—н. в.
- Примера B (11): 1998—2000, 2012—2019

## Форма

### Домашняя
| 2016 | 2017 | 2020 | 2021 | 2022 | 2023 |

### Гостевая
| 2016 | 2017 | 2020 | 2021 | 2022 | 2023 |

### Резервная
| 2017 | 2020 | 2021 | 2022 | 2023 |

Источники:,